# Alan García (calciatore)
Alan Nicolás García Pereyra, noto semplicemente come Alan García (Montevideo, 14 settembre 1999), è un calciatore uruguaiano, attaccante del Cerro Largo.

## Carriera
Cresciuto nel settore giovanile del Danubio, ha debuttato in prima squadra il 30 maggio 2018 disputando l'incontro di Primera División Profesional vinto 4-1 contro il Rampla Juniors. Nel gennaio 2020 è stato ceduto in Portogallo, al Praiense.